# Kukuczka
Kukuczka (Neottianthe (Rchb.) Schltr.) – rodzaj bylin z rodziny storczykowatych (Orchidaceae). Należy tu 8 gatunków. Gatunkiem typowym i zarazem jedynym przedstawicielem we florze polskiej jest kukuczka kapturkowata (N. cucullata). Badania molekularne wskazują na zagnieżdżenie tego rodzaju wraz z Hemipiliopsis, Hemipilia, i Amitostigma w obrębie rodzaju Ponerorchis, w związku z czym proponowane jest połączenie tych taksonów (przy czym nazwą właściwą dla tak utworzonego taksonu jest Hemipilia).

## Systematyka
Pozycja systematyczna
Jeden z rodzajów wyróżniany w niektórych ujęciach w plemieniu Orchidinae w obrębie podrodziny storczykowych (Orchideae) z rodziny storczykowatych (Orchidaceae). Współcześnie gatunki tu zaliczane włączane są do rodzaju Hemipilia.
Wykaz gatunków
- Neottianthe camptoceras (Rolfe ex Hemsl.) Schltr.
- Neottianthe compacta Schltr.
- Neottianthe cucullata (Linnaeus) Schlechter – kukuczka kapturkowata
- Neottianthe luteola K.Y.Lang & S.C.Chen
- Neottianthe oblonga K.Y.Lang
- Neottianthe ovata K.Y.Lang
- Neottianthe secundiflora (Kraenzl.) Schltr.